# Habronattus cockerelli
Habronattus cockerelli är en spindelart som först beskrevs av Banks 1901.  Habronattus cockerelli ingår i släktet Habronattus och familjen hoppspindlar. Inga underarter finns listade i Catalogue of Life.